# Stanislav Brunclík
Stanislav Brunclík (* 14. července 1972 České Budějovice) je český televizní moderátor a scenárista. V roce 1993 začal působit ve zpravodajství České televize. Poté přešel na Novu, kde se podílel na přípravě pořadu Střepiny, který také sám moderoval. Na konci dubna 2010 však v této televizi skončil. Ovšem již během července téhož roku se stal tiskovým mluvčím tehdejšího ministra kultury Jiřího Bessera. V roce 2012 využíval Brunclíkových služeb Tomio Okamura, tehdejší kandidát na prezidenta České republiky. Zajišťoval pro něj sběr podpisů a nakonec sám Okamurovu kandidaturu navrhl. Při kontrole podpisů však úředníci ministerstva vnitra České republiky nalezli v podaných podpisových arších chyby, které nakonec Okamurovi znemožnili na hlavu státu kandidovat.
Pracoval rovněž pro Michala Babáka, poslance Věcí veřejných. Na podzim roku 2013 spolu s někdejším poslancem Otto Chaloupkou zakládal novou politickou stranu pojmenovanou Republika. V komunálních volbách konaných na podzim roku 2014 se na třetím místě kandidátky uskupení nazvaného Třináctka pokoušel dostat do zastupitelstva městské části Praha 13. Ovšem neuspěl, byť získal celkem 669 hlasů. Brunclík pro internetovou televizi Stream.cz připravoval společně s Pavlem Zunou pořad Slavné značky popisující příběhy význačných světových společností. Roku 2019 uvedl svůj dokumentární snímek nazvaný Pryč z EU.
Dne 21. června 2007 pojal na pražské Bertramce za svou manželkou redaktorku zpravodajství TV Nova Lucii Alexovou.
V roce 2018 se stal Brunclík v České televizi „kreativním producentem” tvůrčí skupiny aktuální publicistiky, která například připravuje do vysílání pořad Máte slovo. Objevily se rovněž úvahy o převzetí pořadu 168 hodin do Brunclíkovy gesce, nicméně kvůli odporu redakce se tak nakonec nestalo. Souběžně s tím Brunclík pracoval i ve dvou reklamních agenturách, a sice New Pin a INception, dále zastával post prezidenta České komory loterního průmyslu (ČKLP). Kvůli možnému střetu zájmů, jenž měl podle pracovní smlouvy Brunclík nahlásit svému nadřízenému, což neučinil, s ním Česká televize ukončila 6. listopadu 2018 spolupráci. Brunclík však důvod k ohlášení možného střetu zájmů neshledával.